# Vuelo 202 de Airblue
El vuelo 202 de Airblue fue un vuelo nacional de pasajeros paquistaní programado desde Karachi a la capital del país, Islamabad. El 28 de julio de 2010, el avión de pasajeros un Airbus A321-231 se estrelló en Margalla Hills, al norte del Aeropuerto Internacional Benazir Bhutto de Islamabad, matando a los 146 pasajeros y seis tripulantes a bordo. Es el accidente aéreo más mortífero ocurrido en Pakistán hasta la fecha y el primer accidente fatal que involucra a un Airbus A321.
La Autoridad de Aviación Civil de Pakistán declaró que el accidente fue causado por una entrada incorrecta del control de vuelo por parte del capitán. El comportamiento arrogante del capitán durante todo el vuelo hizo que el primer oficial perdiera su autoestima, haciéndolo menos propenso a hablar de los errores del capitán y efectivamente cesó cualquier gestión significativa de los recursos de la tripulación debido al ambiente de trabajo tóxico.

## Aeronave
El avión era un Airbus A321-231, registrado AP-BJB, El avión fue construido en el 2000 y tenía un número de serie de fabricante 1218. Este fue el primer accidente fatal para el A321 y la segunda pérdida de casco de este tipo. El avión había sido entregado originalmente a Aero Lloyd y utilizado por Aero Flight antes de ser adquirido por Airblue en 2006. Había acumulado más de 34.000 horas de vuelo en unos 13.500 vuelos. El avión ya había sido alcanzado por un rayo el 30 de diciembre de 2008.

## Pasajeros y tripulación
El vuelo 202 transportaba 146 pasajeros y seis miembros de la tripulación. De los pasajeros, 110 eran hombres, 29 mujeres, cinco niños y dos bebés. Entre los pasajeros se encontraban un capitán en servicio activo del ejército de Pakistán y seis miembros del Parlamento Juvenil de Pakistán, al igual que tres asistentes de vuelo fuera de servicio, La mayoría de los pasajeros eran paquistaníes. Había al menos cuatro extranjeros. Según los informes, un diplomático somalí, un austriaco y dos estadounidenses estaban a bordo del vuelo 202.
El capitán del vuelo 202, Pervez Iqbal Chaudhry, de 61 años, tenía 25.497 horas de experiencia de vuelo, de las cuales 1.060 horas en el Airbus A320. El primer oficial Muntajib Ahmed, de 34 años, expiloto de combate F-16 de la Fuerza Aérea de Pakistán y líder de escuadrón, tenía 1.837 horas de experiencia de vuelo y 286 horas en el A320.
| Nacionalidad   | Fallecidos | Fallecidos  | Total | Fuente |
| Nacionalidad   | Pasajeros  | Tripulación | Total | Fuente |
| -------------- | ---------- | ----------- | ----- | ------ |
| Austria        | 1          | 0           | 1     | [ 22 ] |
| Pakistán       | 141        | 6           | 147   |        |
| Alemania       | 1          | 0           | 1     | [ 23 ] |
| Somalia        | 1          | 0           | 1     | [ 24 ] |
| Estados Unidos | 2          | 0           | 2     | [ 22 ] |
| Total          | 146        | 6           | 152   |        |

## Accidente
El vuelo salió de Karachi a las 07:41 hora local (02:41 UTC). los controladores de vuelo en el Aeropuerto Internacional Benazir Bhutto perdieron contacto con la aeronave a las 09:41 hora local (04:41 UTC). Las condiciones climáticas en ese momento eran marginales, y la tripulación de un avión de China Southern Airlines se había desviado a un aeropuerto alternativo y un vuelo de Pakistan International Airlines dio 3 patrones de espera 30 minutos antes.: 29  Los impactos de esta lluvia no se limitaron al accidente aéreo. Pakistán experimentó lluvias tan intensas a finales de julio de 2010 que toda la nación sufrió inundaciones catastróficas.
La aeronave se acercó a Islamabad desde el sureste, siguiendo un procedimiento que le obligó a volar hacia el aeropuerto hasta establecer contacto visual. Luego debía volar alrededor del aeropuerto hacia el este y al norte, manteniéndose a una distancia de 5 millas náuticas (9,3 km; 5,8 millas), hasta alinearse con la pista 12, que mira hacia el sureste. El avión se estrelló en las montañas fuera del radio de 5 millas náuticas (9,3 km; 5,8 millas), aproximadamente a 8 millas náuticas (15 km; 9,2 millas) al norte del aeropuerto, mirando casi hacia el oeste, antes de que pudiera alinearse con la pista 12 para la aproximación final.
Los pilotos no enviaron ninguna señal de emergencia antes del accidente. El ministro de Interior paquistaní, Rehman Malik, declaró que el avión estaba a 2.600 pies (790 m) cuando se acercaba a Islamabad, pero retrocedió hasta 3.000 pies (910 m) antes de finalmente estrellarse. La altitud de 2.600 pies (790 m) estaba por encima de la altitud mínima segura de descenso (2.510 pies (770 m) sobre el nivel del mar, o 852 pies (260 m) sobre el nivel del suelo) si la aeronave hubiera permanecido dentro de las 5 millas náuticas ( 9,3 km; 5,8 millas) de radio del aeropuerto.
Un testigo en tierra afirmó que la aeronave había «perdido el equilibrio» y luego se estrelló. Otros describieron que el avión estaba más bajo de lo que debería haber sido. Otro declaró al New York Times que el avión estaba «volando tan bajo como un edificio de cuatro pisos». Alguien informó que cuando el avión comenzó a girar, el lado derecho de su frente chocó contra la montaña más alta, emitiendo una oleada instantánea de fuego azul y humo negro. 
El avión fue encontrado cerca del mirador Daman-e-Koh en las colinas de Margalla, en las afueras de Islamabad. Los Angeles Times informó que «las imágenes de televisión del lugar del accidente mostraban humo y escombros en llamas esparcidos en una franja que atravesaba el bosque. Helicópteros de rescate sobrevolaban. El fuego era visible y el humo salía de la escena».
Las condiciones meteorológicas 19 minutos después del accidente, según se detalla en el informe METAR (mensaje de observación meteorológica rutinaria de la aviación) de las 05:00 UTC para el Aeropuerto Internacional Benazir Bhutto, eran: Viento de 90° (este) a 18 nudos (33 km/h). Visibilidad 3,5 kilómetros (2,2 millas; 1,9 nmi), lluvia, nubes dispersas a 1000 pies (300 m), pocas nubes a 3000 pies (910 m) nublado a 10,000 pies (3000 m). Temperatura 25 °C (77 °F), punto de rocío 24 °C (75 °F). QNH 1006,9 hPa.

## Búsqueda y rescate
Un funcionario de la policía local afirmó que tenía informes de que la aeronave cayó en el área de Margalla Hills, ya que había humo en el área, aunque no pudieron llegar al lugar por falta de acceso. Un helicóptero del ejército llegó para inspeccionar el lugar del accidente a las 10:30 hora local (04:30 UTC), pero no pudo aterrizar por el mal tiempo y el área geográfica. La inspección aérea en el lugar no encontró pasajeros ni tripulantes sobrevivientes. Se confirmó la muerte de las 152 personas a bordo. Todos los hospitales de Islamabad fueron declarados en estado de emergencia.
Los socorristas que se hicieron presentes en el lugar informaron que los cuerpos estaban mutilados y quemados y que la aeronave quedó totalmente destruida por el impacto, quedando sus pedazos y partes esparcidas a gran distancia. Algunas partes todavía estaban ardiendo, y los arbustos circundantes también se incendiaron por el accidente. Se informó que los rescatistas en el lugar del accidente estaban «excavando entre los escombros con sus propias manos». Un alto funcionario del gobierno de la ciudad declaró que la operación de rescate fue «muy difícil... debido a la lluvia. La mayoría de los cuerpos están carbonizados. Estamos enviando bolsas para cadáveres a través de helicópteros».
Se informó que la operación de búsqueda y rescate fue «caótica». BBC Urdu informó que la mayoría de las personas en el lugar del accidente eran miembros de la policía antiterrorista de Pakistán, mientras que sólo unas pocas personas pertenecían a búsqueda y rescate. La mayoría simplemente estaban «parados, contemplando los escombros en llamas» sin mucho que hacer. Se dieron informes de una amenaza por parte de un oficial de policía de organizar una operación antidisturbios a los rescatistas si no se «movían rápidamente». Su operación de búsqueda y rescate también se vio obstaculizada por la falta de coordinación entre los rescatistas y otras instituciones gubernamentales, como el ejército, la policía y la Autoridad de Desarrollo Capitalina.

## Reacción
Un comunicado en el sitio web de Airblue decía:

Airblue, con gran tristeza, anuncia la pérdida del vuelo ED 202 que regresaba de Karachi a Islamabad. El vuelo se estrelló durante el mal tiempo y la espesa niebla. Lamentamos la pérdida de vidas y estamos investigando las circunstancias exactas de esta tragedia. Esto se presentará lo antes posible.

El comunicado continuó:

Nuestros corazones están con las familias y seres queridos de los pasajeros y la tripulación"

El proceso de estimación de la compensación para las víctimas por parte de la aseguradora de Airblue comenzó el 30 de julio de 2010, con estimaciones iniciales de 1.000.000 de rupias (10 lakh de rupias, 11.169 dólares estadounidenses) por víctima.
Tanto el presidente paquistaní, Asif Ali Zardari, como el primer ministro, Yousaf Raza Gillani, enviaron sus condolencias a las familias de los fallecidos en el accidente. El gobierno paquistaní declaró el 29 de julio de 2010 como día de luto nacional y anunció una compensación de 500.000 rupias (5.847 dólares) a las familias de cada víctima. El presidente de Estados Unidos, Barack Obama, emitió una declaración confirmando que dos estadounidenses habían estado en el vuelo y expresando sus condolencias, y afirmó: 

Nuestros pensamientos y oraciones están con todos aquellos afectados por este horrible accidente".

La dirección de Airblue decidió que se construiría un monumento con los nombres de las víctimas inscritos en él para honrar a los fallecidos en el accidente.

## Investigación
La Autoridad de Aviación Civil (CAA) inició inmediatamente una investigación sobre el accidente. Airbus declaró que la empresa proporcionaría asistencia técnica completa a las autoridades paquistaníes. Un equipo de Airbus de seis miembros, encabezado por Nicolas Bardou, director de seguridad de vuelos de la compañía, llegó a Islamabad el 29 de julio de 2010. 
Los registradores de vuelo del avión fueron localizados el 31 de julio, cuando Junaid Ameen, director general de la CAA de Pakistán, dijo a la AFP:

El comité de investigación encontró la caja negra de las colinas de Margalla esta mañana... la caja negra estaba encontrado entre la mayor parte de los restos del avión accidentado.

Afirmó que la caja será examinada por «expertos extranjeros» en Alemania o Francia, ya que Pakistán no posee el equipo para decodificar los registradores de vuelo. También afirmó que el proceso de extracción de información puede tardar entre seis meses y un año.  Las autoridades paquistaníes decidieron enviar el registrador de voz de cabina (CVR) y el registrador de datos de vuelo (FDR) a la Oficina de Investigación y Análisis para la Seguridad de la Aviación Civil (BEA) en Francia.

### Comportamiento de la aproximación del aterrizaje

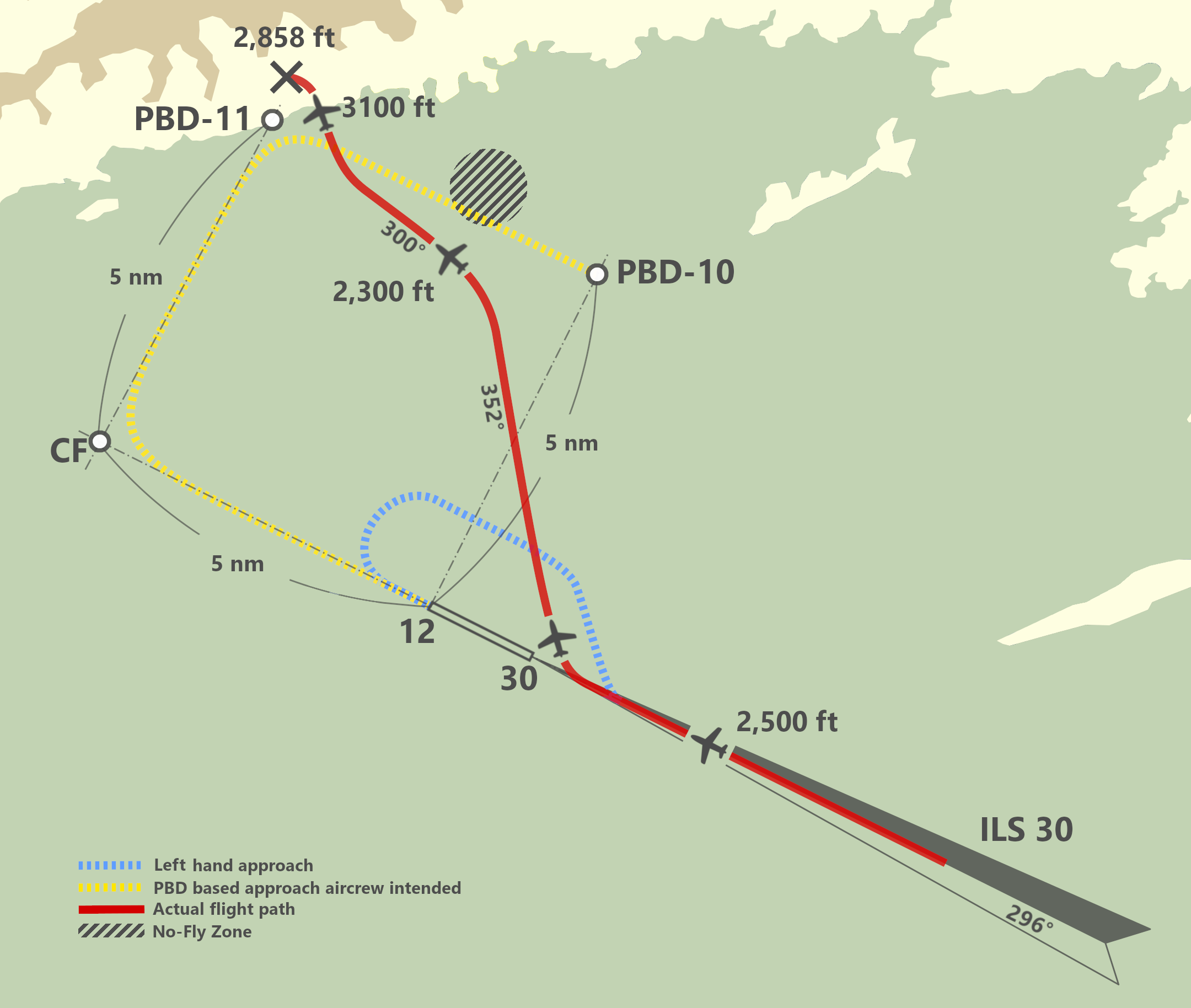
La ruta planificada (amarilla) y la ruta real (roja) del vuelo 202, incluido el punto de referencia CF generado por computadora: Antes de llegar al waypoint CF, la tripulación tuvo que introducir otro conjunto de waypoints para aterrizar

El vuelo 202 llegó a Islamabad procedente del suroeste y la tripulación tenía intención de aterrizar visualmente en la pista 12. Como Pakistán estaba siendo afectada por fuertes tormentas en ese momento, la visibilidad se había deteriorado a 3,5 km. Con poca visibilidad, la tripulación tuvo que utilizar el aterrizaje por instrumentos en la pista 30, la misma pista pero en dirección opuesta, antes de poder aterrizar visualmente en la pista 12. Esto obligó a los pilotos a dar vueltas alrededor de la pista hasta alinearse. En concreto, la tripulación tuvo que alinearse con la pista 30, girar 45° a la derecha y mantenerlo durante 30 segundos, girar a la izquierda y volar paralelo a la pista, esperar unos 20 segundos después de llegar por el través al umbral de la pista 12, girar 90° a la izquierda y luego girar nuevamente a la izquierda para alinearse con la pista 12. Cada segmento de la aproximación había sido cronometrado y los pilotos debían establecer contacto visual con la pista antes de poder aterrizar. Toda la aproximación en circuito debe realizarse a una altitud mínima de 2500 pies.: 17–19 
Alrededor del aeropuerto había una zona de protección de 8 kilómetros de ancho, que debía ser una zona segura para que los pilotos maniobraran sus aviones para que nunca volaran hacia las colinas ubicadas detrás del aeropuerto. Todos los procedimientos mencionados para un aterrizaje debían realizarse dentro de la zona de protección. La tripulación, sin embargo, logró volar fuera de ella e incluso voló hacia las colinas de Margala, que estaban bastante lejos del límite de la zona.: 17-19 
La grabación del FDR y CVR reveló que el piloto que controlaba la aeronave en ese momento, el capitán Chaudhry, se había desviado significativamente de los procedimientos establecidos para una aproximación a Islamabad. Durante la aproximación, intentó una aproximación no convencional solicitando una aproximación a favor del viento a la derecha, seleccionó el modo NAV, voló significativamente cerca de las colinas y violó la altitud mínima de descenso del aeropuerto. En un momento, se le pudo escuchar riéndose de la orden del ATC de entrar en un patrón de espera y esperar a que mejore el clima, diciendo: «Déjelo decir lo que quiera decir». También se le escuchó desestimar la preocupación de su primer oficial sobre establecer contacto visual con el aeropuerto, ya que creía que no era necesario ningún contacto visual mientras hubieran activado el piloto automático.: 22-26 

ATC: AirBlue 202 inicie procedimiento de Patrón de Espera

Capitán: Jajajaja, Sigue el descenso, vamos nivelado hacia la pista
Copiloto: Señor no vemos la pista hagamos una aproximación fallida
Alarma: Terrain!!, Terrain!!, Pull up!!
Copiloto: Señor..... Gire!!
Capitán: No... Esto no puede estar pasando!!!.... AAAAAAA
Alarma: Too low, Terrain!! Too low, Terrain!!, Pull up!!

"La aeronave impacta bruscamente las colinas Halls"

Según la grabación, al principio el capitán no se sintió preocupado por su decisión de desviarse de los procedimientos estándar para acercarse a Islamabad. Incluso manifestó su intención de iniciar el viraje para una alineación con la pista 12 a una distancia donde la aeronave se acercaba peligrosamente a los cerros. Como resultado, el GPWS sonó varias veces para advertir a la tripulación sobre su inminente colisión con el terreno. En los últimos segundos, el Capitán Chaudhry entró en pánico y finalmente hizo que el avión volara directamente hacia las colinas, en lugar de evitarlas.

### Ineficiencia y arrogancia del capitán
Si bien se produjeron numerosas desviaciones de los procedimientos operativos estándar, el copiloto del vuelo 202, el primer oficial Ahmed, se mostró en gran medida insensible y pasivo ante ellas, incluso cuando el avión fue colocado en una posición peligrosamente cerca del terreno. La grabación mostró que sólo había expresado sus preocupaciones en ocasiones limitadas. Por lo tanto, las desviaciones nunca fueron corregidas.
Su comportamiento silencioso podría explicarse por el conflicto que había ocurrido en el tramo inicial del vuelo. Durante el ascenso inicial del vuelo 202, el capitán Chaudhry decidió utilizar este tiempo en particular para poner a prueba los conocimientos del primer oficial Ahmed. Insatisfecho con el resultado de la prueba, el capitán Chaudhry reprendió a su copiloto y lo humilló en un tono «duro y esnob». Esto duró aproximadamente una hora. Cuando el capitán Chaudhry decidió detenerse, el primer oficial Ahmed se había vuelto sumiso, y emocionalmente sensible y abusado verbalmente. Había perdido por completo su autoestima, lo que le permitió al Capitán Chaudhry cometer libremente cualquier violación de los procedimientos estándar sin ninguna sugerencia o acción correctiva por parte del mucho menos experimentado Ahmed.
El sentimiento de superioridad del capitán Chaudhry también se demostró más tarde en la fase de aproximación del vuelo. Decidió no seguir la sugerencia del ATC de esperar dentro del circuito de espera y desestimó la preocupación de su copiloto por establecer contacto visual con la pista, a pesar de que este era crucial para el procedimiento de aproximación. Si los pilotos no habían establecido contacto visual, era necesario realizar una aproximación fallida. También continuó la aproximación cuando la aeronave ya se encontraba fuera de la zona protegida. Cuando sonó el GPWS continuó la aproximación, a pesar de la baja altitud de la aeronave y los avisos de su copiloto. También le dijo al primer oficial Ahmed que falsificara su informe del ATC cuando el controlador le preguntó si habían establecido contacto visual con la pista del aeropuerto.

### Errores y violaciones cometidas por la tripulación de vuelo
La prueba de vuelo del capitán Chaudhry para el primer oficial Ahmed durante el segmento inicial del vuelo hizo que la confianza en sí mismo de Ahmed colapsara, lo que le permitió a Chaudhry volar el avión sin restricciones y a su manera. Sus errores al controlar el avión finalmente provocaron que el vuelo 202 se estrellara. Durante la aproximación, insistió varias veces al controlador de tráfico aéreo para que realizara una aproximación a favor del viento por la derecha. El controlador de tráfico aéreo se negó a acceder a su solicitud y el capitán Chaudhry decidió cumplir con el procedimiento. Luego, por motivos desconocidos, decidió desobedecer los procedimientos, en los que seleccionó el modo NAV, que no estaba permitido durante una aproximación.
La navegación lateral del sistema de gestión de vuelo del Airbus A321 constaba de dos modos: el modo «seleccionado» y el modo «gestionado» (NAV). Los pilotos utilizan una perilla para seleccionar el rumbo previsto. Al utilizar el modo «seleccionado», los pilotos simplemente necesitan establecer el rumbo deseado girando la perilla. Luego, el piloto automático girará la aeronave hacia el rumbo y el piloto automático mantendrá el rumbo. En una aproximación en circuito, los pilotos normalmente utilizan el modo seleccionado. En el modo «NAV», los pilotos pueden planificar una serie de rumbos y el piloto automático seguirá la ruta establecida. Por lo tanto, los pilotos no necesitan introducir continuamente un nuevo rumbo en el piloto automático, a diferencia del modo «seleccionado».
Al seleccionar el modo NAV, el ordenador del Airbus A321 tuvo que buscar nuevos waypoints, ya que no había datos de aproximación en modo NAV disponibles para la pista 12. La computadora finalmente encontró un waypoint, denominado waypoint CF, aunque estaba situado fuera de la zona protegida. El capitán Chaudhry decidió crear otro conjunto de puntos de referencia que finalmente conducirían al punto de referencia CF. Posteriormente, el capitán indicó que volarían primero hacia los waypoints inventados y luego seguirían la ruta inventada antes del giro previsto hacia el waypoint CF. El primer oficial Ahmed no protestó por nada y decidió seguirlos.
El Capitán Chaudhry luego activó el modo NAV. En ese momento, esto había retrasado el giro hacia los puntos de referencia durante bastante tiempo. Como resultado, estaban muy fuera de la zona protegida. A una altitud de apenas 2.300 pies sonó el GPWS. El primer oficial Ahmed advirtió al capitán Chaudhry sobre el GPWS, pero el capitán Chaudhry insistió en continuar volando hasta los puntos de referencia, aunque empezó a parecer inseguro. Un controlador de vuelo en Islamabad, que notó que el vuelo 202 se había desviado, decidió preguntar a la tripulación si habían establecido contacto visual con la pista, a lo que la tripulación respondió con una mentira.
Ante otra advertencia del GPWS, el capitán Chaudhry finalmente decidió girar el avión hacia la izquierda. Para hacerlo, debía ingresar el rumbo deseado girando la perilla y luego cambiar la navegación lateral del modo NAV al modo «seleccionado». Para activar el modo «seleccionado», la perilla de rumbo debe tirarse hacia afuera. En el caso del vuelo 202, el capitán Chaudhry olvidó tirar de la perilla. Por lo tanto, el modo «seleccionado» no estaba activado. El piloto automático no logró recibir el rumbo deseado y la aeronave mantuvo su rumbo, dirigiéndose hacia las colinas. Desconcertado, el capitán Chaudhry giró el mando de rumbo hacia la izquierda.
El Capitán Chaudhry finalmente se dio cuenta de que la perilla de rumbo no estaba activada, por lo que tiró de la perilla hacia afuera, pero durante su momento de confusión anterior, había girado la perilla hacia la izquierda lo suficiente como para que el rumbo finalmente girara completamente hacia la derecha. Cuando decidió activar el modo «seleccionado», en lugar de girar a la izquierda, la aeronave giró a la derecha directamente hacia Margalla Hills. Al sentir peligro, el GPWS del avión ordenó a los pilotos que se detuvieran. El capitán Chaudhry aceleró y levantó el avión, aunque no lo suficiente.
El capitán Chaudhry, ahora confundido con su propio avión, gritó: «¿Por qué el avión no gira a la izquierda?». Luego decidió volar la aeronave manualmente, lo que provocó que la aeronave se ladeara 52° hacia la izquierda con una actitud de nariz hacia abajo. El ahora frenético primer oficial Ahmed intentó advertir al capitán Chaudhry sobre el terreno circundante varias veces, por lo que el capitán Chaudhry intentó levantar el avión, pero debido a su baja altitud, no pudieron recuperarlo.

## Causas
El informe emitido por la CAA de Pakistán en noviembre de 2011 citó la falta de profesionalismo en la tripulación de cabina, junto con el mal tiempo, como factores principales en el accidente. En particular, el informe señaló que el CVR y el FDR confirmaron que el capitán ignoró o no respondió adecuadamente a una multitud de directivas de control de tráfico aéreo y sistemas automatizados de alerta del terreno. El informe también afirmó que el primer oficial aceptó pasivamente las acciones del capitán, después de que el capitán en múltiples ocasiones durante todo el vuelo adoptara un tono «duro, esnob y contrario» con el primer oficial y lo «reprendiera».
El informe concluyó que el accidente fue un accidente de vuelo controlado contra el terreno, en el que la tripulación aérea no demostró suficiente juicio ni habilidades profesionales en un entorno inseguro creado por ella misma. En su determinación de aterrizar en condiciones climáticas adversas, cometieron graves violaciones de los procedimientos e infracciones de la disciplina de vuelo, que pusieron a la aeronave en condiciones inseguras sobre terreno peligroso a baja altitud.

## Secuelas
Representantes y abogados de familiares de pasajeros del vuelo cuestionaron la validez del informe y las calificaciones de quienes llevaron a cabo la investigación. En 2012, tras un extenso escrutinio por parte del público y los funcionarios sobre la falta de calidad del informe, el Tribunal Superior de Peshawar ordenó al gobierno paquistaní volver a investigar el accidente con la ayuda de la OACI. El informe revisado finalmente se envió a la OACI en noviembre de 2012, pero la OACI expresó su decepción con el informe final y lo describió como incompleto. Afirmaron que la autoridad investigadora, la SIB de Pakistán, no era independiente y emitieron una recomendación para revisar de forma independiente el informe final.
Decepcionados con el manejo de la investigación, algunos familiares de las víctimas presentaron una petición para que el órgano de investigación de la CAA, la SIB, sea un organismo independiente y autónomo. La petición fue apoyada y presentada conjuntamente por el político Marvi Memon. El gobierno federal paquistaní afirmó que el proyecto de ley había sido preparado para ser presentado al primer ministro. Sin embargo, según los informes, el proyecto de ley todavía estaba pendiente en el Senado y aún no había sido aprobado por el Parlamento. Este proyecto de ley se retrasó durante años hasta que Pakistán enfrentó otro accidente aéreo en diciembre de 2016, el vuelo 661 de Pakistan International Airlines
Tras el accidente del vuelo 202, Airblue prometió a los familiares que se erigiría un monumento. El monumento costaría 20 millones de rupias y el diseño final se finalizó en junio de 2011. El monumento finalmente se construyó cerca de Daman-e-Koh.
En el décimo aniversario del accidente, las autoridades de Islamabad plantaron 152 árboles a lo largo de la vía de Yadgar-e-Shuhada. Los árboles debían representar el número de personas que murieron en el accidente.